# 캐도어
캐도어(Caddo)는 오늘날 미국 오클라호마주 서부(캐도군)에 근거지를 둔 캐도족이 전통적으로 사용하던 언어이다. 포니어, 위치토어 등이 포함되는 캐도어족에 속한다. 캐도어는 상호 의사소통이 가능한 여러 방언들로 이루어져 있었다.
캐도어는 현재 심각한 소멸 위기에 처해 있다. 더 이상 캐도어만을 사용하는 공동체는 없으며, 1997년에 캐도어 화자는 25명이었으나 2023년 기준 학교 교육 밖에서 어린 시절에 이 언어를 습득한 모어 화자는 단 2명만이 남아 있다.
텍사스(Texas)라는 오늘날의 유명한 고유명사는 궁극적으로 캐도어에서 "동료"나 "친구"를 의미하는 táy:sha’ ([tə́jːʃaʔ])에서 유래하였다. 이 말을 스페인인들이 캐도 부족의 명칭으로서 받아들였고, 이것이 지명으로 이어진 것이다.

## 같이 보기
- 캐도어족